# Aeroflot-Flug 3153
Am 7. März 1968 verunglückte eine Tupolew Tu-124 auf dem Aeroflot-Flug 3153, einem innersowjetischen Linienflug von Wolgograd über Rostow am Don nach Odessa, beim Start, wobei ein Besatzungsmitglied ums Leben kam.

## Flugzeug und Besatzung
Die sechs Jahre alte Tupolew Tu-124 mit dem Luftfahrzeugkennzeichen CCCP-45019 wurde erstmals am 2. März 1962 eingesetzt und danach von verschiedenen regionalen Abteilungen innerhalb der Aeroflot betrieben. Sie war mit 44 Sitzplätzen ausgestattet.
Die Besatzung bestand aus einem Flugkapitän, einem Ersten Offizier, einem Flugingenieur, einem Navigator und einer Flugbegleiterin.

## Flugverlauf
Um 10:20 Uhr beschleunigte das Flugzeug zum Start, wobei die Landeklappen auf eine Stellung von 10° gesetzt worden waren. Das Abheben verlief normal, bis das Flugzeug eine Höhe von 3 bis 5 m erreicht und eine Strecke von 100 bis 120 m zurückgelegt hatte. Dann neigte es sich nach links. Die Piloten versuchten, dem mit einer Rechtsdrehung der Steuerhörner entgegenzuwirken. In einer Höhe von 10 bis 15 m begann das Flugzeug zu sinken, nachdem es 400 m geflogen war. Es setzte 7 bis 8 Sekunden nach dem Abheben wieder auf, 23 m links versetzt zur Startbahn und 1500 m von deren Anfang entfernt. Dabei verlor die Tu-124 einen Teil der linken Tragfläche und zerbrach daraufhin in drei Hauptteile, die nicht voneinander getrennt wurden. Das Flugzeug kam 83 m links von der Startbahn und 1640 m von deren Anfang entfernt zum Stehen. Es brach kein Feuer aus, weil der Flugkapitän die Triebwerke noch während des Flugs abgeschaltet hatte.
Der Navigator kam ums Leben, da der vordere Rumpfabschnitt zerstört wurde. Der Erste Offizier, der Flugingenieur, die Flugbegleiterin und ein Passagier erlitten schwere Verletzungen, die restlichen Insassen trugen entweder keine oder nur leichte Verletzungen davon.

## Unfallursache
Es wurde festgestellt, dass während des Startlaufs, bei einer Geschwindigkeit von 260 km/h, versehentlich die Störklappen ausgefahren wurden. Zu diesem Zeitpunkt befand sich das Flugzeug kurz vor dem Abheben und hatte eine Startstrecke von 1000 m zurückgelegt. Das Ausfahren der Störklappen wurde durch die unglücklich gewählte Positionierung des entsprechenden Schalters auf der rechten Seite des Steuerhorns verursacht. Da die Störklappen nach der Aktivierung etwa drei Sekunden zum Ausfahren brauchten, konnte das Flugzeug zwar abheben, verlor danach aber an Auftrieb und verunglückte.